# Bolchaïa Iouksa
La Bolchaïa Iouksa (en russe : Большая Юкса) est une rivière de Russie qui coule dans le sud-est de l'oblast de Tomsk. C'est un affluent du Tchoulym en rive gauche, donc un sous-affluent de l'Ob.

## Géographie
Le bassin versant de la Bolchaïa Iouksa a une superficie de 2 650 km2, c'est-à-dire une surface grande comme la partie romande (la moitié) du canton du Valais en Suisse ou encore comme la moitié du département français des Ardennes. Sa longueur est de plus ou moins 120 kilomètres.
La Bolchaïa Iouksa prend naissance une dizaine de kilomètres au nord de la ville de Malinovka, elle-même située sur la voie ferrée reliant Assino à Tomsk. Son parcours se déroule dans une zone presque totalement plane, marécageuse et couverte par la forêt, au centre-est de la plaine de Sibérie occidentale. Le cours de la rivière est globalement orienté du sud vers le nord. Dans son cours supérieur, les environs de la rivière sont empruntés par une voie ferrée reliant cette région de forêts à la ville d'Itatka. En fin de parcours, la Bolchaïa Iouksa se jette dans le Tchoulym en rive gauche, une trentaine de kilomètres en amont de Batourino et presque au niveau du point de confluence de l'Oulouïoul.
La rivière ne traverse aucun centre urbain important. 
La Bolchaïa Iouksa est prise par les glaces à partir de la seconde quinzaine du mois d'octobre ou de la première quinzaine du mois de novembre, et ce jusqu'à la fin du mois d'avril ou au début du mois de mai.

## Hydrométrie - Les débits à Pervopachinski
Le débit de la Bolchaïa Iouksa a été observé pendant 37 ans (durant la période 1959-2000) à Pervopachinski, petite localité située à 17 kilomètres de son confluent avec le Tchoulym. 
Le débit inter annuel moyen ou module observé à Pervopachinski durant cette période était de 11,4 m3/s pour une surface de drainage observée de 2 620 km2, soit la quasi-totalité du bassin versant de la rivière qui en compte 2 650. La lame d'eau écoulée dans ce bassin se monte ainsi à quelque 137 millimètres annuellement, ce qui est certes modéré, mais satisfaisant dans le contexte du bassin de l'Ob, caractérisé par un écoulement plutôt faible. 
Cours d'eau alimenté avant tout par la fonte des neiges, mais aussi par les pluies d'été et d'automne, la Bolchaïa Iouksa a un régime nivo-pluvial. 
Les hautes eaux se déroulent au printemps, surtout en mai, ce qui correspond au dégel et à la fonte des neiges. Dès le mois de juin, le débit chute fortement, et la baisse se poursuit en juillet et début août. Puis le débit se stabilise à un niveau assez peu élevé durant la suite de l'été et l'automne. Au mois de novembre, le débit de la rivière commence à baisser, ce qui mène progressivement à la période des basses eaux. Celle-ci a lieu de janvier à mars inclus et correspond aux intenses gelées de l'hiver sibérien. 
Le débit moyen mensuel observé en mars (minimum d'étiage) est de 3,77 m3/s, soit plus ou moins de 7 % du débit moyen du mois de mai (55,6 m3/s), ce qui montre que l'amplitude des variations saisonnières de la rivière reste assez modérée, du moins comparée à la moyenne des cours d'eau du bassin de l'Ob. Ces écarts de débit mensuel peuvent cependant être plus marqués d'après les années : sur la durée d'observation de 37 ans, le débit mensuel minimal a été de 1,19 m3/s en décembre 1994, tandis que le débit mensuel maximal s'élevait à 91,6 m3/s en mai 1960.   
En ce qui concerne la période libre de glaces (de mai à octobre inclus), le débit minimal observé a été de 3,16 m3/s en septembre 1968, ce qui restait fort acceptable comparé au débit moyen. 